# 배링턴 D. 파커 주니어
배링턴 D. 파커 주니어(Barrington D. Parker Jr.) 판사는 아래의 소송을 심리했던 사람이다. 
‘작가 협회 대 하티 협동조합’, 연방 3차 755번 87쪽(2지구 2014년)은 전자화된 책에 대한, 검색이 그리고 접근권 [보장] 사용이 공정 [저작권 보장] 사용인 것을 확인한 저작권 판결이었다.
작가 협회, 다른 작가 단체들, 그리고 개인 작가들은 하티 협동조합 전자 도서관이 그들의 저작권을 구글에 의해 스캔된 책에 대한 그것의 사용을 통해 침해했다고 주장했다.
연방 법원은 2012년 10월에 원고 패소로 판결했는데, 하티 협동조합의 사용은 공정 [저작권 보장] 사용으로 허용될 수 있다고 확인하면서 말이다.
원고는 2지구에 그 판결에 대해 항소했고, 2014년에 기각되었다.
바링턴 대니얼즈 파커, 2세에 의한 의견으로, 2 지구는 접근성과 검색에 대한 공정 사용으로의, 하급심의 판단을 대체적으로 인정했는데, 원고가 도서관 소장 복사본에 대해 소송하는 원고적격을 가졌는지에 대해서만 심판하기 위해 사건을 1심으로 돌려보내면서 말이다.
남은 청구들은 2015년 1월 6일에 화해되었다.